# Batocera numitor
Batocera numitor es una especie de escarabajo longicornio del género Batocera,  subfamilia Lamiinae. Fue descrita científicamente por Newman en 1842.
Se distribuye por Camboya, China, India, Indonesia, Laos, Birmania, Nepal, Filipinas, Tailandia y Vietnam. Mide 39-78 milímetros de longitud. El período de vuelo ocurre en los meses de febrero, marzo, abril, mayo, junio, julio y agosto. Se alimenta de varias especies que incluyen Mangifera indica y Quercus griffithii. 